# Fyrstendømmet Birkenfeld
Fyrstendømmet Birkenfeld var et fyrstedømme og eksklave, som tilhørte Storhertugdømmet Oldenborg. Fyrstendømmet Birkenfeld, som eksisterede fra 1817 til 1937, var beliggende i de senere forbundslande Rheinland-Pfalz og Saarland.